# Plourin-lès-Morlaix
Plourin-lès-Morlaix är en kommun i departementet Finistère i regionen Bretagne i västra Frankrike. Kommunen ligger i kantonen Morlaix som tillhör arrondissementet Morlaix. År 2022 hade Plourin-lès-Morlaix 4 529 invånare.

## Befolkningsutveckling
Antalet invånare i kommunen Plourin-lès-Morlaix
Referens:INSEE